# Blair Imani
Blair Imani, née Blair Elizabeth Brown le 31 octobre 1993, est une autrice et militante musulmane et LGBT afro-américaine.

## Biographie
Blair Imani est diplômée de l'Université d'État de Louisiane en 2015.
Elle devient directrice exécutive de Equality for HER, une organisation féministe aujourd'hui disparue. Elle est membre du mouvement Black Lives Matter, et est connue pour sa voix sur Twitter et Instagram et pour avoir protesté contre la fusillade d'Alton Sterling (en) et le décret présidentiel 13769. Elle a écrit pour HuffPost et Vice,.
Blair Imani est connue pour avoir été arrêtée après la fusillade d'Alton Sterling à Baton Rouge, en Louisiane, et son militantisme à l'intersection de l'identité noire et musulmane.
En 2016, elle travaille comme attachée de presse pour Planned Parenthood Action Fund. Elle devient responsable de l'action et de la campagne civiques chez Do Something (en), la plus grande entreprise de technologie exclusivement pour les jeunes et le changement social,.
Imani est l'auteur de Modern HERstory: Stories of Women and Nonbinary People Rewriting History. Le livre, illustré par Monique Le « spotlights 70 overlooked but important people of color, queer people, trans people, disabled people, and more who are changing the world this very moment »,.

## Publication
- Modern HERstory: Stories of Women and Nonbinary People Rewriting History, Ten Speed Press (en), 2018
- Making Our Way Home: The Great Migration and the Black American Dream, Potter/TenSpeed/Harmony/Rodale, 2020